# 愛因斯坦同步法
愛因斯坦同步（龐加萊–愛因斯坦同步）是以訊號交換來同步位於不同地點時鐘的約定方法。早在19世紀中葉該方法已經為電報員所用，而儒勒·昂利·龐加萊和阿爾伯特·愛因斯坦則進一步的將其用於相對論中，作為同時性的基礎定義。同步約定主要是指慣性座標系下時鐘的同步。

## 愛因斯坦
若一束光訊號由時鐘 A 的時間{\displaystyle \tau _{1}}開始，從時鐘 A 送至時鐘 B 再反射回來，並在時間 {\displaystyle \tau _{2}} 時回到時鐘 A。那麼根據愛因斯坦約定，若時鐘 B 收到訊號時所顯示的時間為 {\displaystyle \tau _{3}} 時，時鐘 B 與時鐘 A 同步即定義為：
{\displaystyle \tau _{3}=\tau _{1}+{\tfrac {1}{2}}(\tau _{2}-\tau _{1})={\tfrac {1}{2}}(\tau _{1}+\tau _{2})}
為了使兩個時鐘同步，可以使用第三個時鐘以趨近無限小的速度從時鐘 A 送至時鐘 B 來進行對時調校。另外，愛因斯坦也在他的文獻中提及了許多其他關於時鐘調校的思想實驗。
主要的問題是，同步的時鐘均須要對所有的事件作符合自洽性的時間測量。為了達成此目的，同步必須滿足以下條件：
(a) 同步後的時鐘必須一直保持同步。
(b1) 同步必須滿足自反關係－任何時鐘均需要與自己同步。
(b2) 同步必須滿足對稱關係－若時鐘 A 與時鐘 B 同步，則時鐘 B 也與時鐘 A 同步。
(b3) 同步必須滿足傳遞關係－若時鐘 A 與時鐘 B 同步、且時鐘 B 與時鐘 C 同步，則時鐘 A 也與時鐘 C 同步。
如果 (a) 成立，則當然所有時鐘都是同步的。給定 (a) ，則條件 (b1)–(b3) 的成立使得同步法允許我們建立一個全域性的時間函數 t。t 為常數的切面則被稱為等時面。
事實上，條件 (a) 及 (b1)–(b3) 可以由光傳播的物理性質來驗證。不過愛因斯坦當時 (1905) 卻沒進一步提出簡化上述條件的可能性，而只是寫道：「我們假設關於同時性的定義並無矛盾；並且以下的關係 (指 (a) 及 (b1)–(b3)) 在普遍狀況下成立。」
馬克斯·馮·勞厄第一個考察了愛因斯坦同步的自洽性 (當時的紀錄請參考Minguzzi, E. (2011))。
盧迪威格·席柏斯坦在他所著的教科書中也提供了類似的論述，只不過大部分的證明被他留給了讀者作為練習。
漢斯·賴欣巴哈重新討論了馬克斯·馮·勞厄的論證，而最終阿瑟·麥克唐納在他的著作中得到了結論。結果表明，愛因斯坦同步符合前述條件若且唯若以下條件成立：
- (無紅移) 若兩道光訊號從時鐘 A，以時鐘 A 紀錄的時間間隔 {\displaystyle \Delta t} 分別射向時鐘 B，則時鐘 B 分別收到兩訊號的時間間隔 {\displaystyle \Delta t} 不變。
- (賴欣巴哈往返條件) 若 ABC 構成一三角形，光束由 A 點出發經由 B 點反射至 C 點再反射回 A 點所花的時間，應該與反向從 C 點至 B 點回來的時間相同。

一但時鐘同步了，單程的光速即可被量測。然而，上面的條件雖然保證了愛因斯坦同步的可行性，卻並沒有帶有光速恆定的假設。我們考慮：
- (勞厄-魏爾往返條件) 若一束光環繞長度為 {\displaystyle L} 之閉路徑行進，其所需的時間即為 {\displaystyle L/c}。其中，{\displaystyle c} 為一個獨立於任意路徑的常數。

一個源自於勞厄及魏爾的理論提出－愛因斯坦同步恆可以成立 (即條件 (a)和 (b1)–(b3)成立) 且根據其定義單向光在全座標軸上等速－這樣的情況事實上等價於勞厄－魏爾往返條件。不過，相較之下勞厄－魏爾條件可以只靠著一個時鐘來量測時間、不須倚靠時鐘的同步約定，因此可以實際利用實驗證明的優勢這個給予了其相當的重要性。實際的實驗也證明了任一慣性坐標系中勞厄－魏爾往返條件的確成立。
因為在兩地時鐘同步前量測單向光光速是沒有意義的，多數嘗試量測單向光速的實驗都可以被用來證明勞厄－魏爾往返條件。
很容易被人忘記的是，愛因斯坦同步只是一個約定法，只有在慣性坐標系中才有效。於旋轉坐標系中、甚至於在狹義相對論中，愛因斯坦同步的非遞移性導致其並不再有用。這很明顯可以由以下狀況看出：在旋轉系統中，若時鐘一和時鐘二非直接，而是經過一串中繼的時鐘進行同步，同步的結果將會因中繼時鐘的路徑而有所不同。原因是因為在旋轉的系統中，路徑繞行的不同方向將導致一個一定的同步時間差。此現象可以在薩尼亞克效應及埃倫費斯特悖論中看到，而現代的全球衛星定位系統也將此現象納入了考量。
賴欣巴哈為愛因斯坦同步約定的有效性提供確實的論證。雖然根據大衛·馬拉門的論述，愛因斯坦同步約定可以更進一步的由假設因果連結的對稱性而得，不過此論點仍含有爭議性。而此外嘗試取代此約定的論點多數都被認為不再成立。

## 歷史:龐加萊
亨利·龐加萊於1898年所撰的一篇哲學論文中，針對了一些關於愛因斯坦同步的約定特性作了討論。他認為光速在任意方向的恆定性假設有助於簡潔的地解釋物理定律，而對於事件於不同空間位置的同步定義，他亦論證了其最多只具約定性。龐加萊在1900年根據了這些約定，在現今已被取代的乙太理論框架中提出了以下的約定來定義時鐘的同步：對於乙太具相對速度的 A、B 兩人透過光訊號來同步彼此的時鐘。因為相對性原理，他們各自認為光速在任意方向恆定、且分別相信自己對於乙太是靜止的。也因此，他們只需要由訊號延遲校準之後的時間來確認彼此時鐘的同步即可。
讓我們假設存在不同地點的觀察者們均用光訊號來同步他們的時鐘。當試著調整訊號量測到的時間長時，因為他們都不認為自己具有任何方向的運動，所以都相信自己的光訊號在各方向速度不變。一人自 A 點向 B 運動、另一人則由 B 向 A ，各自量測延遲校準過後的訊號。時鐘在調整過後，顯示的時間 {\displaystyle t'} 由以下方式決定：如果 {\displaystyle V={\frac {1}{\sqrt {K_{0}}}}} 為光速，且 {\displaystyle v} 是地球沿 {\displaystyle x} 軸正方向遠離的速度，則 {\displaystyle t'=t-{\frac {vx}{V^{2}}}}。
龐加萊於1904年將同樣的方法描述為：
想像有兩個觀測者藉由光訊號來調正各自的時鐘；他們互相交換訊號，不過因為知道訊號傳遞會有延遲，他們小心地對訊號進行延遲校準。當 B 接收到 A 的訊號，B 的時鐘不應該讀出與 A 送出訊號時相同的時間讀值，而是應該讀出加上了訊號傳遞延遲的時間讀值。舉個例子，假如 A 在時間 0 送出了一個訊號，則如果兩者時鐘同步， B 在收到訊號的時候，其時鐘的讀值{\displaystyle t}即應為訊號傳遞延遲所花的時間。而同樣為了確認，B 也在時間 0 送出了一個訊號，則 A 同步後的時鐘也應在收到訊號的時候顯示 {\displaystyle t}。 事實上，如果 A、B 為固定不動的話，兩者的時鐘同樣的時間讀值應代表他們在同一個「瞬間」。不過在其他的情況下，這個「傳遞訊號的延遲」對於兩者會有所不同，例如，A 與 B 同時朝 A 至 B 的方向前進，則 A 隨時都在往前、並早一刻接收 B 所傳遞的訊號，而 B 則在反向逃離 A 、因此都會晚一拍才收到訊號。在這情況下同步的時鐘即不會真的同步，而是同步為各自「區域性的時間」－總是有一個時鐘較另一個慢。

## 引用
1. ↑  Einstein, A.,  (PDF), Annalen der Physik, 1905, 17 (10): 891–921, Bibcode:1905AnP...322..891E, doi:10.1002/andp.19053221004, （原始内容 (PDF)存档于2009-12-29）.

See also English translation （页面存档备份，存于）
2. ↑  Laue, M., , Braunschweig: Friedr. Vieweg & Sohn, 1911.
3. ↑  Minguzzi, E., , J. Phys.: Conf. Ser., 2011, 306 (1): 012059, Bibcode:2011JPhCS.306a2059M, doi:10.1088/1742-6596/306/1/012059
4. ↑  Silberstein, L., , London: Macmillan, 1914.
5. ↑  Reichenbach, H., , Berkeley: University of California Press, 1969.
6. ↑  Macdonald, A., , American Journal of Physics, 1983, 51 (9): 795–797, Bibcode:1983AmJPh..51..795M, CiteSeerX 10.1.1.698.3727 , doi:10.1119/1.13500
7. ↑  Minguzzi, E.; Macdonald, A., , Foundations of Physics Letters, 2003, 16 (6): 593–604, Bibcode:2003FoPhL..16..593M, arXiv:gr-qc/0211091 , doi:10.1023/B:FOPL.0000012785.16203.52
8. ↑  Weyl, H., , New York: Springer-Verlag, 1988  Seventh edition based on the fifth German edition (1923).
9. ↑  Galison (2002).
10. ↑  Darrigol (2005).
11. ↑  Poincaré, Henri, , , New York: Science Press: 222–234, 1898-1913
12. ↑  Poincaré, Henri, , Archives Néerlandaises des Sciences Exactes et Naturelles, 1900, 5: 252–278. See also the English translation （页面存档备份，存于）.
13. ↑  Poincaré, Henri, ,  1, Boston and New York: Houghton, Mifflin and Company: 604–622, 1904-1906

## 延伸閱讀
- Darrigol, Olivier,  (PDF), Séminaire Poincaré, 2005, 1: 1–22  [2022-03-14], Bibcode:2006eins.book....1D, ISBN 978-3-7643-7435-8, doi:10.1007/3-7643-7436-5_1, （原始内容存档 (PDF)于2018-11-08）
- D. Dieks（英语：Dennis Dieks）, Becoming, relativity and locality, in The Ontology of Spacetime, online （页面存档备份，存于）
- D. Dieks（英语：Dennis Dieks） (ed.), The Ontology of Spacetime, Elsevier 2006, ISBN 0-444-52768-0
- D. Malament,  1977. "Causal Theories of Time and the Conventionality of Simultaniety," Noûs 11, 293–300.
- Galison, P. (2003), Einstein's Clocks, Poincaré's Maps: Empires of Time, New York: W.W. Norton, ISBN 0-393-32604-7
- A. Grünbaum. David Malament and the Conventionality of Simultaneity: A Reply, online （页面存档备份，存于）
- S. Sarkar, J. Stachel, Did Malament Prove the Non-Conventionality of Simultaneity in the Special Theory of Relativity?, Philosophy of Science, Vol. 66, No. 2
- H. Reichenbach, Axiomatization of the theory of relativity, Berkeley University Press, 1969
- H. Reichenbach, The philosophy of space & time, Dover, New York, 1958
- H. P. Robertson, Postulate versus Observation in the Special Theory of Relativity, Reviews of Modern Physics, 1949
- R. Rynasiewicz, Definition, Convention, and Simultaneity: Malament's Result and Its Alleged Refutation by Sarkar and Stachel, Philosophy of Science, Vol. 68, No. 3, Supplement, online （页面存档备份，存于）
- Hanoch Ben-Yami, Causality and Temporal Order in Special Relativity, British Jnl. for the Philosophy of Sci., Volume 57, Number 3, pp. 459–479, abstract online

## 外部連結
- Stanford Encyclopedia of Philosophy, Conventionality of Simultaneity  （页面存档备份，存于） (contains extensive bibliography)
- Neil Ashby, Relativity in the Global Positioning System, Living Rev. Relativ. 6,  (2003),
- How to Calibrate a Perfect Clock （页面存档备份，存于） from John de Pillis: An interactive Flash animation showing how a clock with uniform ticking rate can precisely define a one-second time interval.
- Synchronizing Five Clocks （页面存档备份，存于） from John de Pillis. An interactive Flash animation showing how five clocks are synchronised within a single inertial frame.